# Maria Ângela Catarina d'Este
Maria Ângela Catarina d'Este (Módena, 1 de março de 1656 — Bolonha, 16 de julho de 1722) foi uma princesa de Módena por nascimento, além de princesa de Carignano pelo seu casamento com Emanuel Felisberto, Príncipe de Carignano.

## Família
Maria Ângela Catarina foi a filha do general Borso d'Este e de Hipólita d'Este, que eram tio e sobrinha. Os seus avós paternos eram César d'Este, duque de Módena e Virgínia de Médici. Sua mãe era filha ilegítima de Luís d'Este, marquês de Montecchio e Scandiano e de uma mulher desconhecida.
Ela teve sete irmãos, entre eles: Luís II d'Este, marquês de Scandiano; Foresto, marquês de Montecchio e Scandiano; César Inácio, marquês de Montecchio, Júlia Teresa, etc.

## Biografia
Aos 28 anos de idade, a jovem casou-se com o príncipe herdeiro Emanuel Felisberto, de 56 anos, em 10 de novembro de 1684, em Módena. Foi uma cerimônia por procuração, com o irmão da noiva, César Inácio, representando o noivo. Mais tarde, houve um casamento privado no Castelo Real de Racconigi.

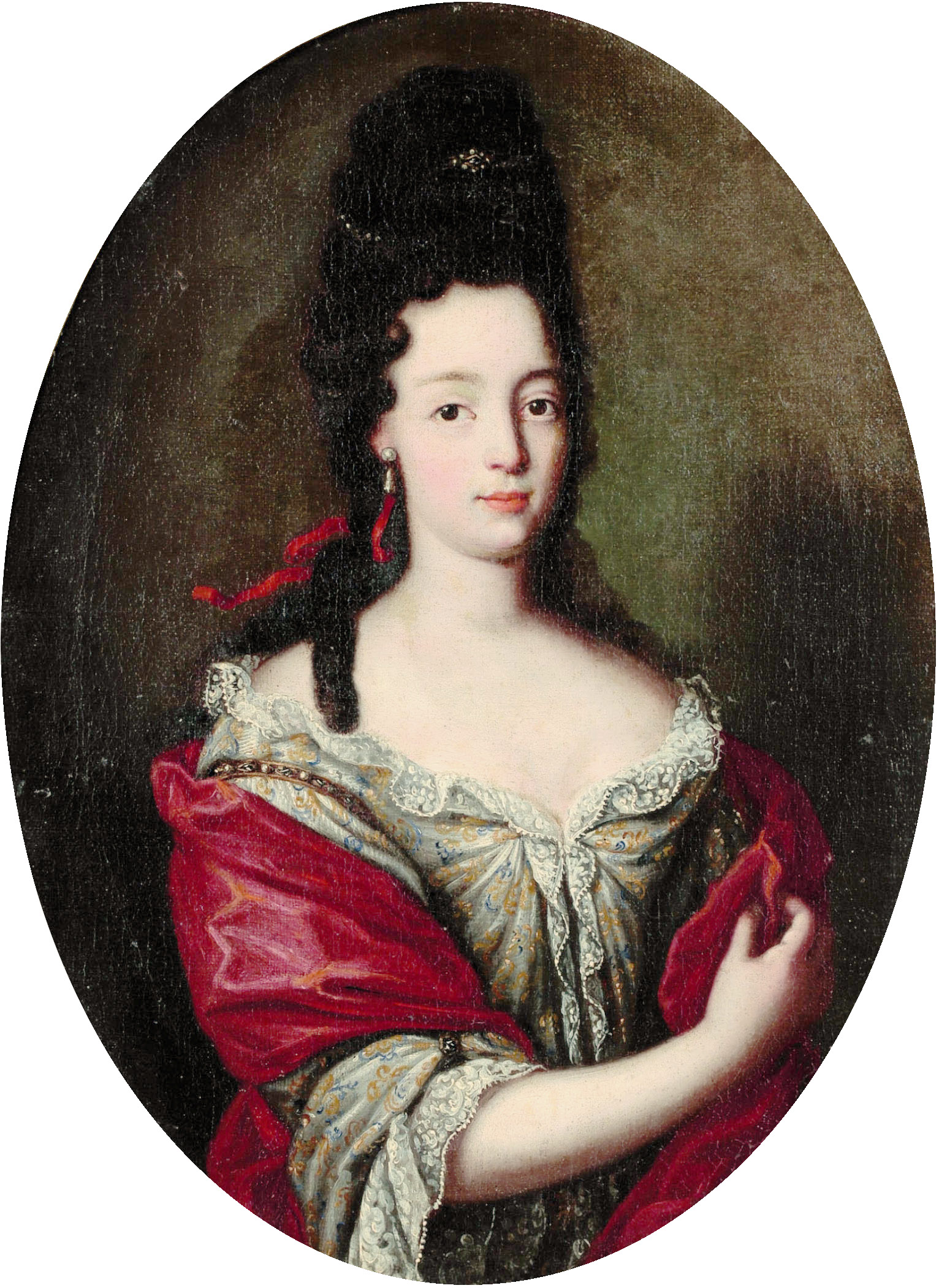
Retrato de autoria de um seguidor de Hyacinthe Rigaud.

O príncipe era filho de Tomás Francisco, Príncipe de Carignano e de Maria de Bourbon, Condessa de Soissons. A união foi motivo de oposição pelo rei Luís XIV de França, porque devido a posição de Emanuel Felisberto como herdeiro do Ducado de Saboia, ele queria que o nobre se cassasse com uma princesa francesa.
O casamento durou quase 25 anos, terminando com a morte do marido de Maria Ângela Catarina, no dia 23 de abril de 1709. Eles tiveram quatro filhos, dois meninos e duas meninas.
A princesa viúva faleceu em 16 de julho de 1722, aos 66 anos de idade. Foi enterrada na Igreja dos Santos Filipe e Tiago do Convertido, em Bolonha.

## Descendência
- Maria Isabel de Saboia  (14 de março de 1687 – 2 de maio de 1767);
- Maria Vitória de Saboia (12 de fevereiro de 1688 – 18 de maio de 1763);
- Vítor Amadeu I, Príncipe de Carignano ( 1 de março de 1690 – 4 de abril de 1741), sucessor do pai. Foi marido de Maria Vitória de Saboia, com quem teve cinco filhos;
- Tomás Filipe Caetano de Saboia (10 de maio de 1696 – 12 de setembro de 1715).

## Títulos e estilos
- 1 de março de 1656 – 10 de novembro de 1684 Sua Alteza Maria Ângela Catarina D'Este, Princesa de Módena
- 10 de novembro de 1684 – 21 de abril de 1709 Sua Alteza a Princesa de Carignano
- 21 de abril de 1709 – 16 de julho de 1722 Sua Alteza a Princesa Viúva de Carignano